# Anaspis garneysi
Anaspis garneysi är en skalbaggsart som beskrevs av Fowler 1889. Anaspis garneysi ingår i släktet Anaspis, och familjen ristbaggar. Enligt den svenska rödlistan är arten otillräckligt studerad i Sverige. Arten förekommer i Götaland. Artens livsmiljö är skogslandskap, jordbrukslandskap.